# Bão Nari (2013)
Bão Nari (tên chỉ định quốc tế: 1325, tên chỉ định JTWC: 24W, tên của Việt Nam: Bão số 11) là cơn áp thấp thứ 40, cơn bão nhiệt đới thứ 25 và cơn bão cuồng phong thứ 8 (theo danh sách bão) trong mùa bão Tây Bắc Thái Bình Dương 2013. Bão Nari là cơn bão đã đổ bộ vào Philippines làm chết 38 người, tàn phá cây cối, nhà cửa và gây ngập lụt. Vào sáng ngày 15 tháng 10 năm 2013, cơn bão đã tàn phá dữ dội thành phố Đà Nẵng và tỉnh Thừa Thiên Huế.

## Lịch sử hình thành
Vào ngày 8 tháng 10 năm 2013, Cơ quan Khí tượng Nhật Bản (JMA) bắt đầu theo dõi một xoáy thuận nhiệt đới được phát triển trong khu vực cắt gió mức thấp đến vừa phải, cách Manila về hướng đông khoảng 1.350 km (840 mi) trên đảo Luzon, Philippines. Hệ thống sau đó được đặt tên là Santi bởi Cục quản lý Thiên văn, Địa vật lý và Khí quyển Philippines (PAGASA) khi nó di chuyển dọc theo đỉnh phía Nam của một đỉnh cận nhiệt đới ở vùng áp thấp cao. Sau đó, Trung tâm Cảnh báo Bão Liên hợp Hoa Kỳ (JTWC) bắt đầu cảnh báo hệ thống này và chỉ định nó là cơn bão nhiệt đới 24W sau khi trung tâm lưu thông mức thấp các hệ thống bắt đầu được củng cố. Trong suốt ngày tiếp theo, sau khi trung tâm đối lưu trên các trung tâm lưu thông mức thấp các hệ thống tăng lên, JMA và JTWC báo cáo cơn áp thấp đã phát triển thành cơn bão nhiệt đới, sau đó được đặt tên là Nari.

## Hình ảnh

### Vệ tinh

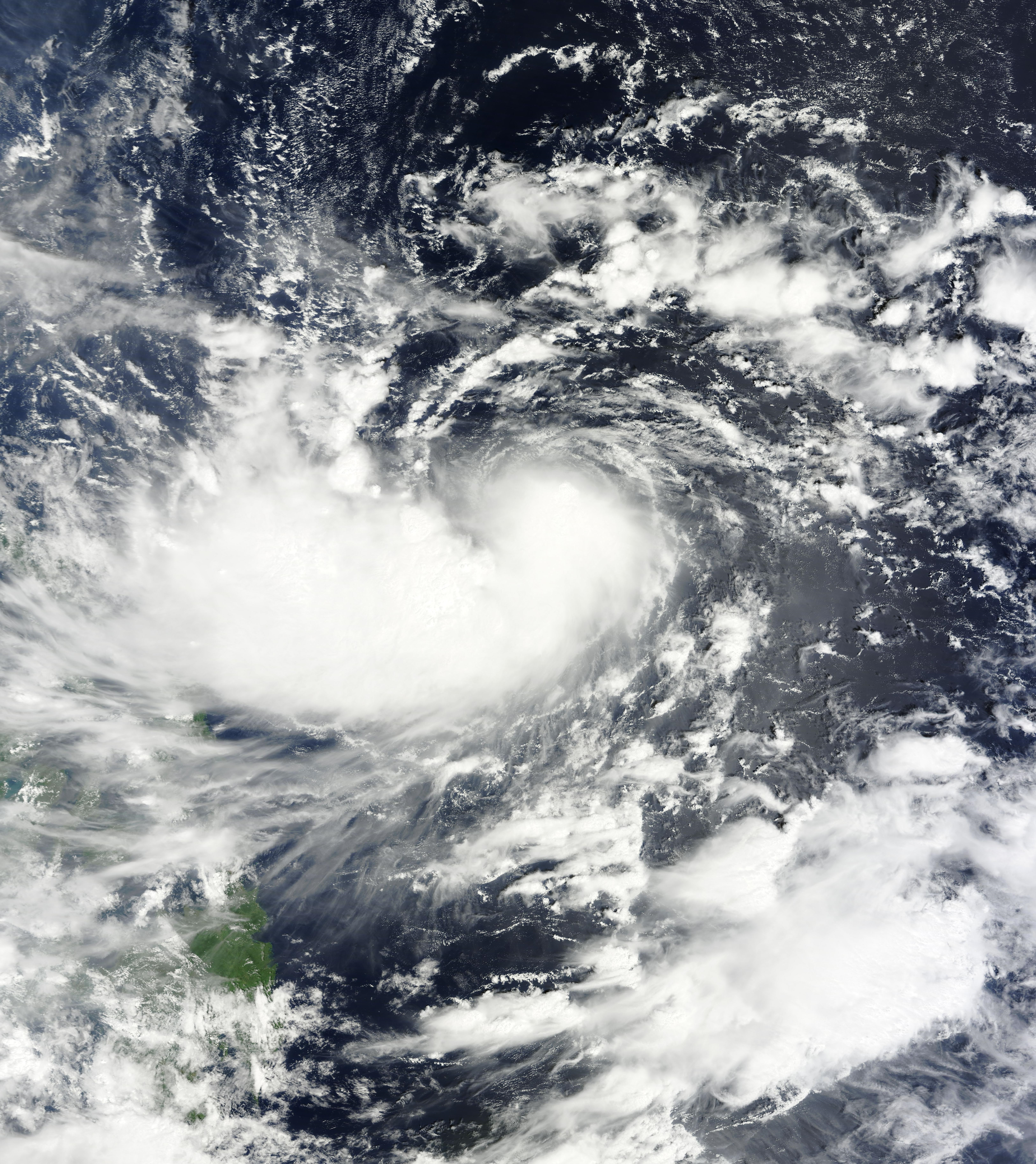
Ngày 9 tháng 10
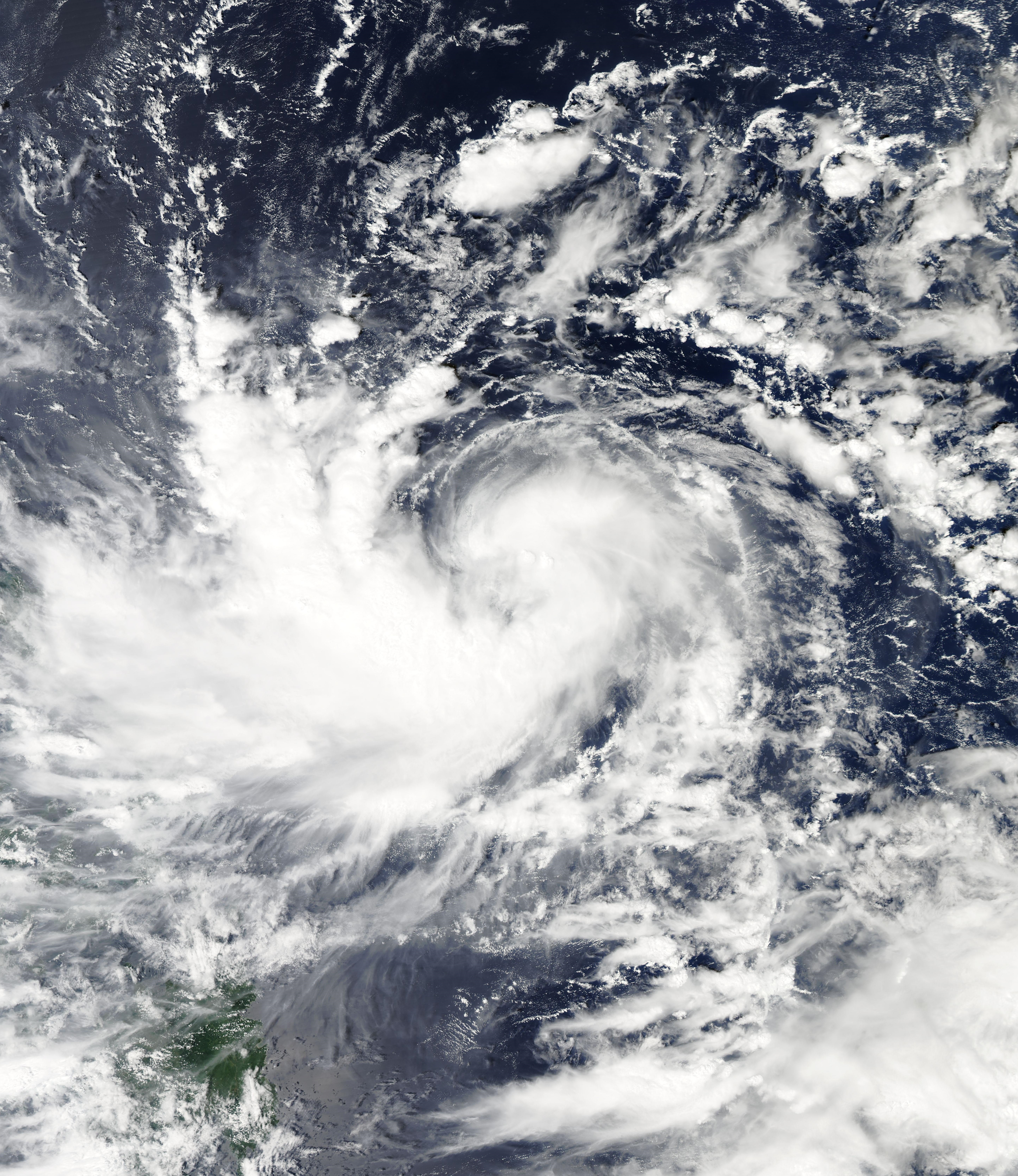
Ngày 9 tháng 10
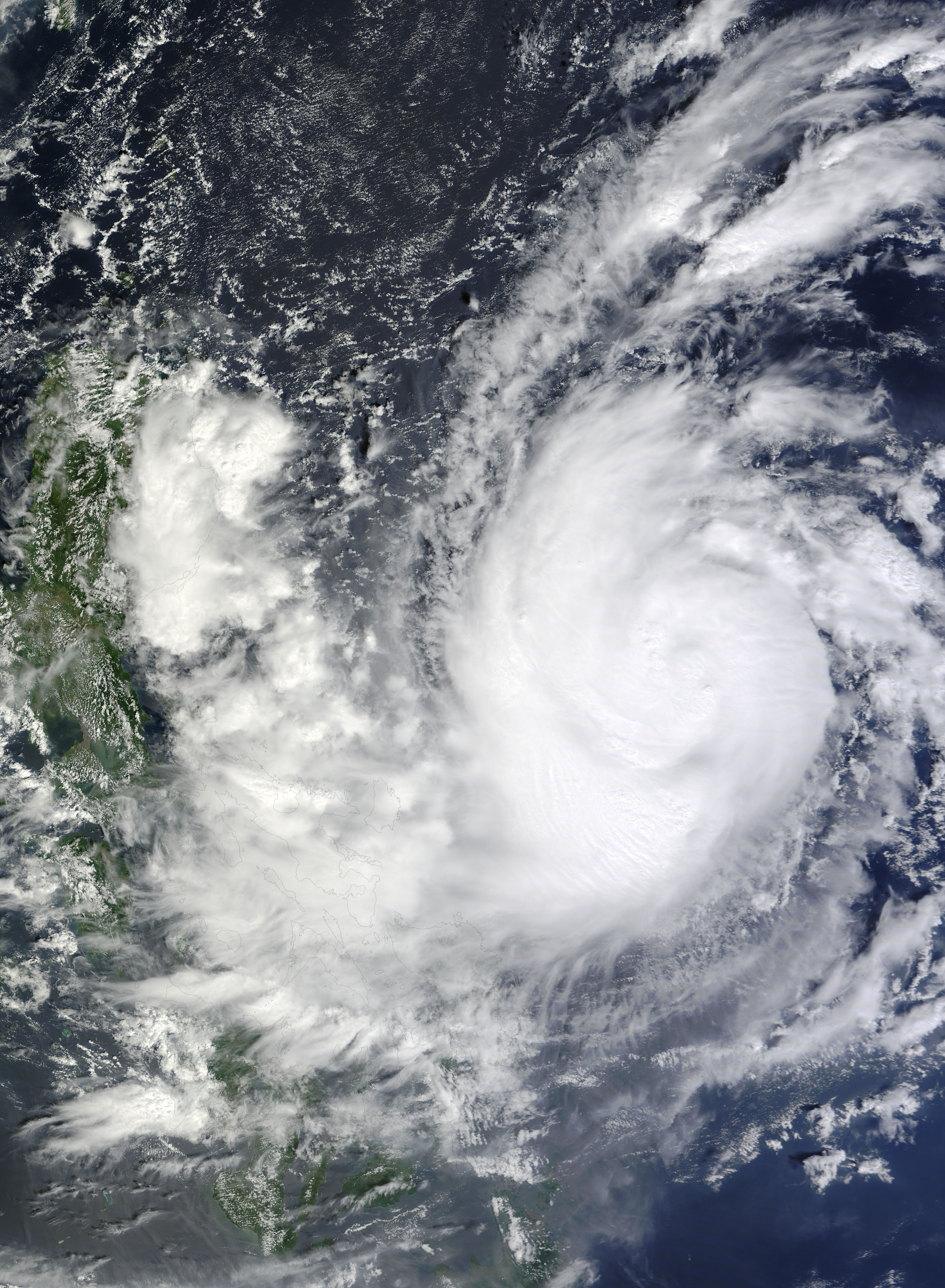
Ngày 10 tháng 10
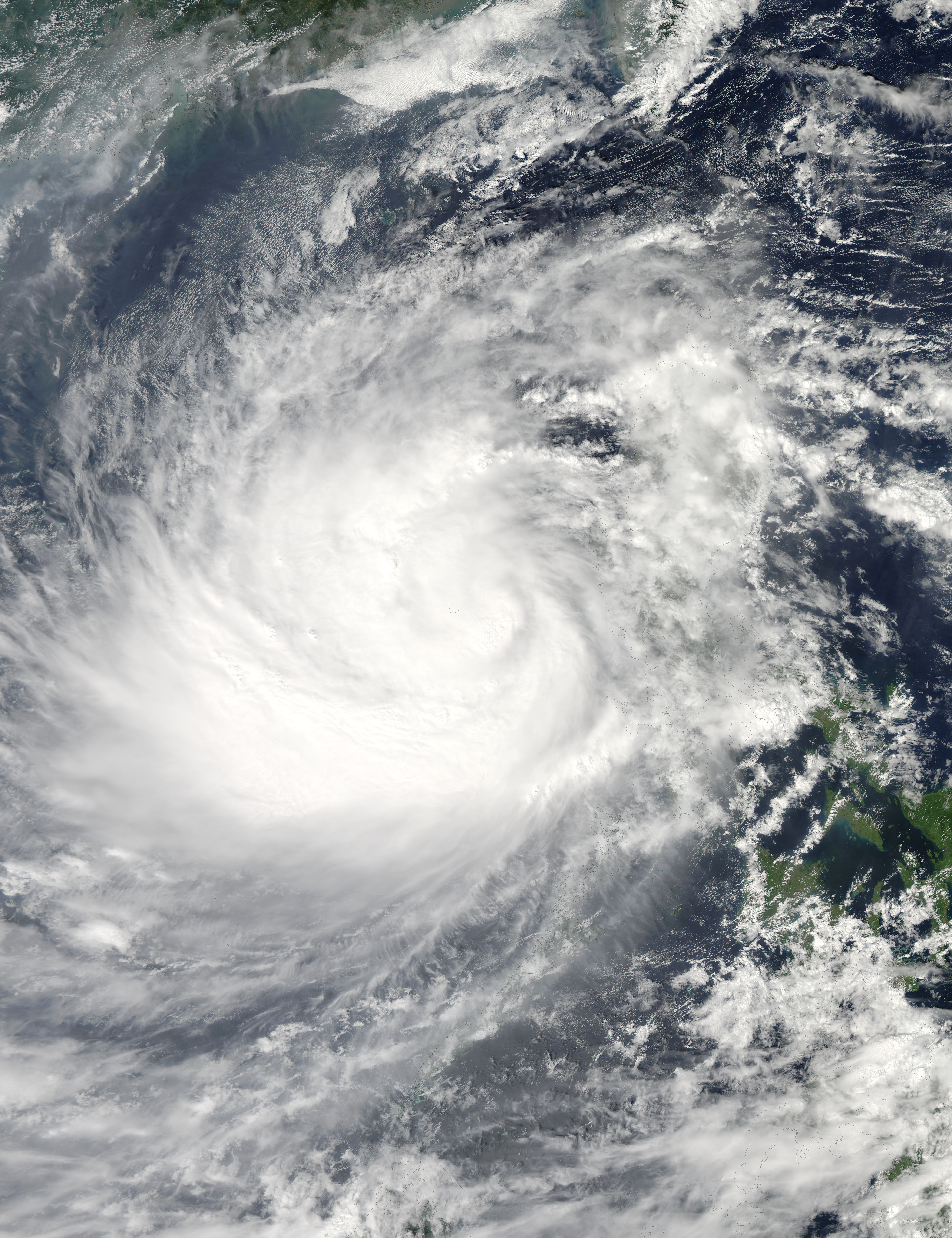
Ngày 12 tháng 10
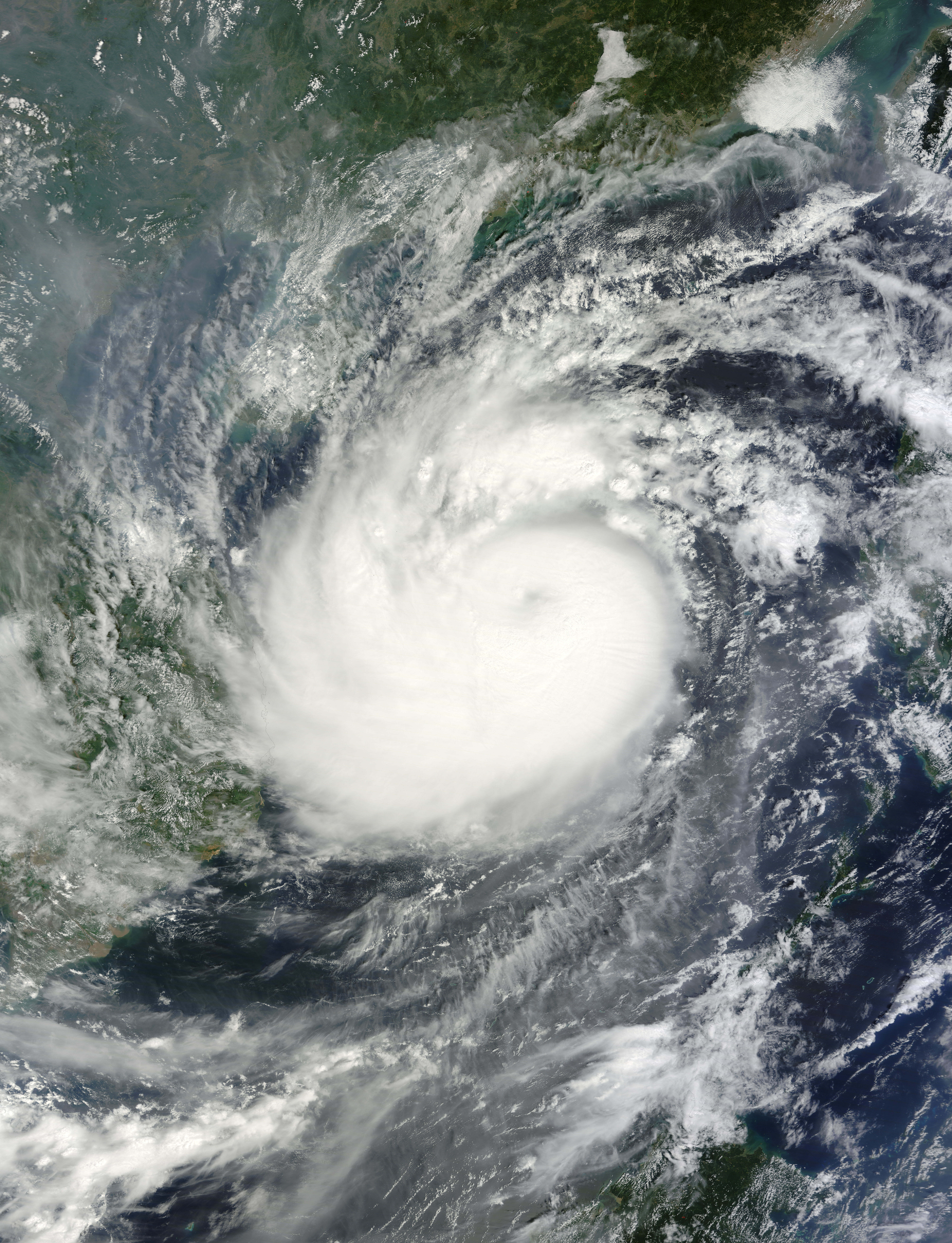
Ngày 13 tháng 10
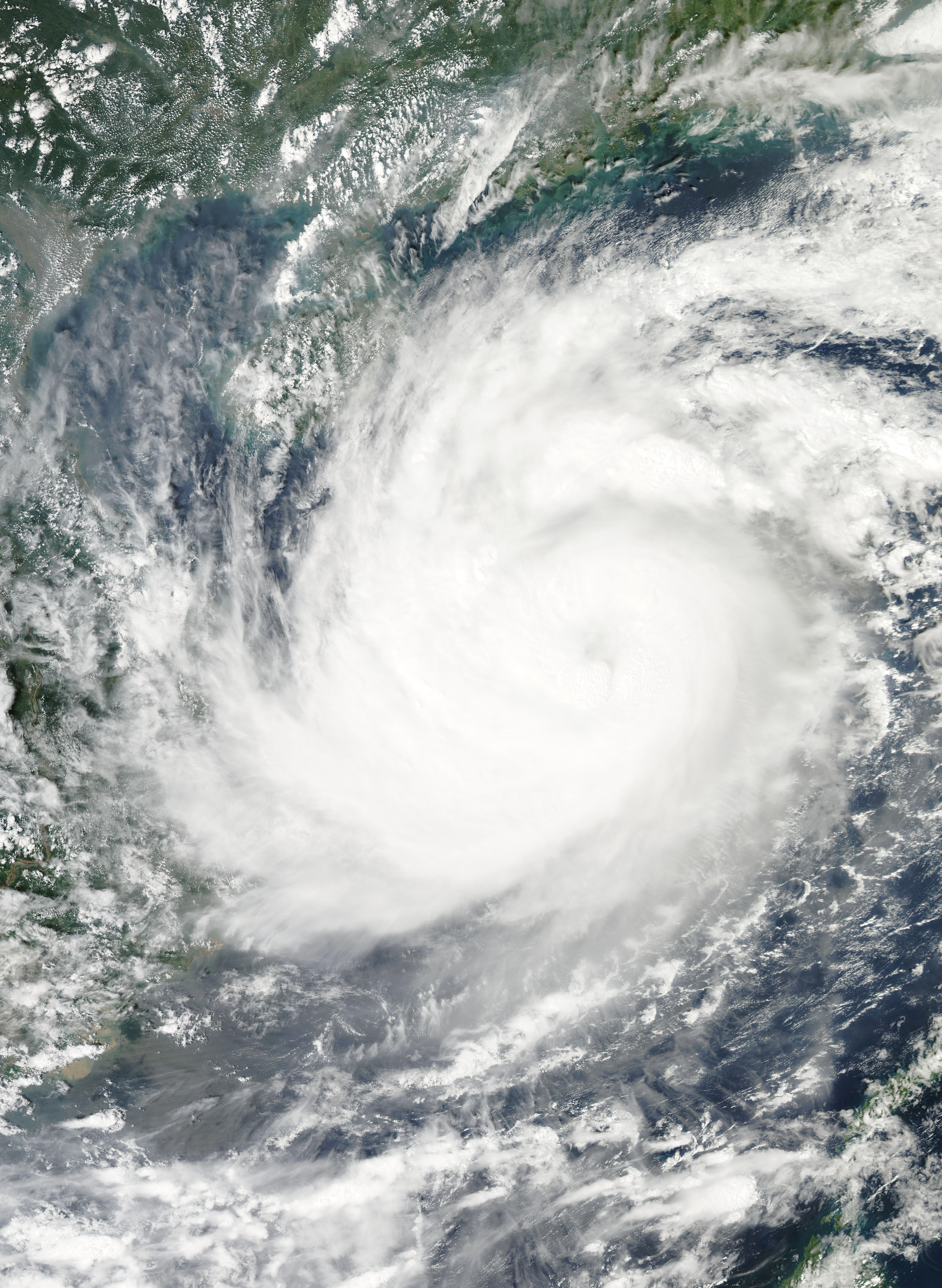
Ngày 13 tháng 10

## Các thiệt hại do cơn bão gây ra

### Philippines
Trong ngày 9 tháng 10 năm 2013, PAGASA phát đi tím hiệu cảnh báo bão số 1 cho các đảo thuộc tỉnh Catanduanes, trước khi mở rộng các khu vực phát tín hiệu 1 sớm hơn ngày hôm sau tới Aurora, Camarines Norte, Camarines Sur, Isabela, quần đảo Polilio và Quezon.
Ngày sau đó, hệ thống áp thấp được tăng cường thành cơn bão và tăng tốc di chuyển nhanh hơn về phía Philippines, PAGASA đặt 17 khu vực ở Luzon dưới mức báo động 1, 14 khu vực dưới mức báo động 2 và tỉnh Aurora dưới mức báo động 3.
Trong suốt ngày 11 tháng 10 năm 2013, các khu vực dưới mức báo động được mở rộng bao gồm Benguet, Ifugao, Ilocos Sur, Isabela, La Union, Pangasinan, đảo Polilio, Quirino và Tarlac.
Vào ngày sau đó, các mức báo động dần dần được điều chỉnh trước khi bị hủy bỏ trong suốt ngày 12 tháng 10, khi bão di chuyển ra khỏi Philippines và hướng tới Việt Nam.

### Việt Nam
Trước thông tin bão Nari sẽ đổ bộ vào miền trung Việt Nam, có khoảng 150.000 người ở các tỉnh, thành phố Đà Nẵng, Quảng Nam, Quảng Ngãi, Quảng Bình được thông báo sơ tán khẩn cấp. Tâm bão được xác định đi vào Thừa Thiên Huế, Đà Nẵng và Quảng Nam, chính thức thì đổ bộ vào khu Hội An, Quảng Nam. Một bản tin dự báo trước khi đổ bộ cho thấy bão sẽ gây ra gió mạnh từ cấp 6 đến cấp 7, vùng gần tâm bão cấp 10 đến cấp 12, giật cấp 13 đến cấp 14 trên đất liền Hà Tĩnh đến Quảng Ngãi. Theo bản tin sáng ngày 15 tháng 10, lúc 6 giờ sáng ngày 15 tháng 10, vùng tâm bão Nari đổ bộ vào khu vực từ Đà Nẵng đến Quảng Nam, sức gió mạnh nhất vùng gần tâm bão mạnh cấp 10. Về gió mạnh thực đo trên đất liền, các trạm quan trắc trên đất liền chủ yếu ghi nhận gió mạnh cấp 6, cấp 7; Ba Đồn và Đồng Hới (Quảng Bình), Đông Hà (Quảng Trị) ghi nhận gió mạnh cấp 6 giật cấp 8; Khe Sanh (Quảng Trị), thành phố Đà Nẵng và Tam Kỳ (Quảng Nam) ghi nhận gió mạnh cấp 7 giật cấp 10. Ở các tỉnh Trung Trung Bộ và Bắc Tây Nguyên ghi nhận tổng lượng mưa do ảnh hưởng của bão tính đến 13 giờ ngày 15 tháng 10 khoảng 150 – 300mm, một số nơi có lượng lớn hơn 400 mm và cao nhất ghi nhận tại Bạch Mã là 659 mm.
Cơn bão kèm mưa lớn với lượng mưa từ 200mm đến 400mm sau đó gây ngập lụt, ách tắc giao thông Bắc Nam và ảnh hưởng lớn đến cuộc sống dân cư địa phương. Mưa làm 350 ha lúa và 3284 ha hoa màu bị ngập và cuốn trôi 104.000 mét khối đất từ khu vực thủy lợi và nhiều tuyến đường bê tông.
Theo thống kê của Cục Quản lí Đê điều và Phòng, chống Thiên tai, bão số 11 và mưa lớn sau bão đã khiến 27 người chết và mất tích. Thiệt hại kinh tế do bão khoảng 4.315 tỷ đồng (205 triệu USD).

### Lào
Vào ngày 16 tháng 10 năm 2013, thời tiết xấu do ảnh hưởng từ cơn bão Nari được cho có thể là nguyên nhân vụ rơi chuyến bay 301 của Lao Airlines, trên đường tới sân bay quốc tế Pakse làm thiệt mạng 49 hành khách và nhân viên đoàn bay.

### Thái Lan
Bão Nari đến Thái Lan vào ngày 16 tháng 9 năm 2013 với cường độ suy yếu nhiều và kèm theo mưa lớn diện rộng gây ngập lụt và ảnh hưởng giao thông, đời sống dân cư một số nơi ở phía Đông và phía Bắc Thái Lan, bao gồm cả Bangkok. Lượng mưa theo báo cáo từ 30mm đến 100mm ở Mukdahan và Ubon Ratchathani. Trung tâm khí tượng Thái Lan dự báo cơn bão sẽ đi xa hơn vào miền Bắc nước này, các khu vực sẽ ảnh hưởng nặng nhất là Bung Kan, Sakon Nakhon, Nakhon Phanom, Mukdahan, Nong Khai, Amnart Charoen, Si Sa Ket và Ubon Ratchathani.